# Spathidexia elegans
Spathidexia elegans är en tvåvingeart som beskrevs av Henry J. Reinhard 1964. Spathidexia elegans ingår i släktet Spathidexia och familjen parasitflugor. Inga underarter finns listade i Catalogue of Life.